# Marshall Hall (Mathematiker)

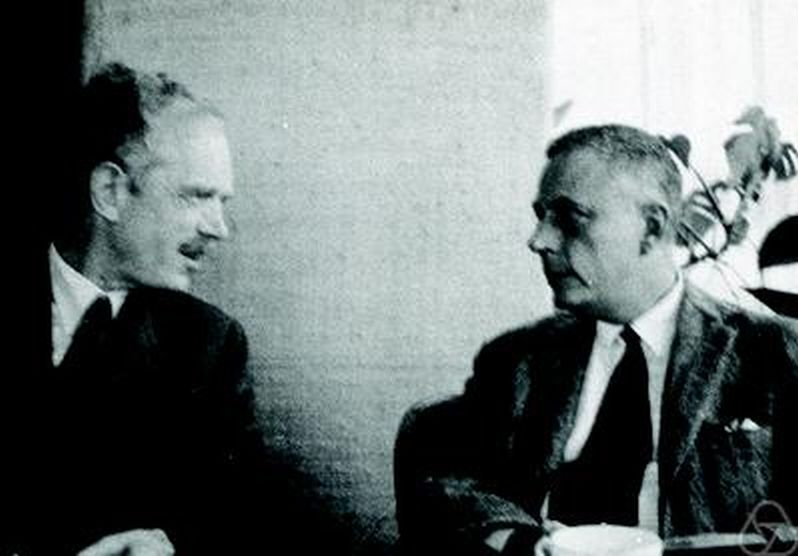
Marshall Hall (rechts) mit Ernst Witt

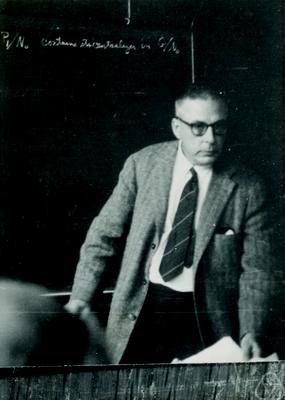
M. Hall

Marshall Hall junior (* 17. September 1910 in St. Louis; † 4. Juli 1990 in London) war ein US-amerikanischer Mathematiker, der sich mit Gruppentheorie und Kombinatorik beschäftigte.

## Leben
Hall studierte an der Yale University (Bachelor 1932) und ab 1932 an der Cambridge University in England, wo er unter anderem Godfrey Harold Hardy, Philip Hall und Harold Davenport traf. 1933 war er wieder in Yale, wo er 1936 mit An Isomorphism between linear recurring sequences and algebraic rings bei Øystein Ore promoviert wurde. Nach einem Abstecher 1936/37 an das Institute for Advanced Study war er Instructor in Yale. Im Zweiten Weltkrieg arbeitete er an Entzifferungsarbeiten beim Marinegeheimdienst der USA (sowohl an japanischen Codes als auch an der deutschen Enigma). Danach war er wieder in Yale, ging 1946 an die Ohio State University, wo er 1948 Professor wurde, und 1959 ans Caltech, wo er 1981 emeritierte. 1985 bis zu seinem Tod 1990 war er Gastprofessor an der Emory University in Atlanta. Daneben war er Gastprofessor an der Oxford University, am Technion in Haifa und an der University of California, Santa Barbara.
Hall schrieb ein weit verbreitetes Lehrbuch über Gruppentheorie. Er löste das Burnside-Problem für den Exponenten 6 und veröffentlichte 1943 eine wichtige Arbeit über endliche projektive Ebenen (Projective Planes. Transactions American Mathematical Society, Band 54, 1943, S. 229–277). In der Kombinatorik befasste er sich weiterhin unter anderem mit Block Designs.
Hall war Guggenheim Fellow und Mitglied der American Academy of Arts and Sciences. 1988 wurde er Ehrendoktor der Ohio State University. 1970 war er Invited Speaker auf dem Internationalen Mathematikerkongress in Nizza (Combinatorial designs and groups) und 1962 hielt er einen Vortrag auf dem ICM in Stockholm (Note on the Mathieu Group {\displaystyle M_{12}}).
Zu seinen Doktoranden zählen Robert McEliece und Donald Knuth. Er schlug außerdem das Thema der Dissertation von John Griggs Thompson vor.

## Schriften
- The Theory of Groups. MacMillan, New York NY 1959.
- Combinatorial Theory. Blaisdell Publishing, Waltham MA 1967.